# Lypha angolensis
Lypha angolensis är en tvåvingeart som beskrevs av Aldrich 1934. Lypha angolensis ingår i släktet Lypha och familjen parasitflugor. Inga underarter finns listade i Catalogue of Life.